# ろりぽ∞
『ろりぽ∞』（ろりぽアンリミテッド）は、仏さんじょによる日本のメイドバトル漫画作品。仏さんじょのオリジナル作品初の単行本化作。

## 作品概要
『月刊ComicREX』（一迅社）創刊号（2005年12月発売）から2009年まで連載。
舞台は空前のメイド喫茶ブームが巻き起こっている架空の日本。メイド喫茶のメイドウェイトレス達は、店同士のバトル「メイドコンペ」で頂点を目指し、しのぎを削り合っていた。五ツ星の大人気メイド喫茶「アンリミテッド」の看板ウェイトレス、鎌ヶ谷みさきは十年前に放映された伝説のアニメ「メイドウェイトレス★みのりちゃん」に憧れ、その原型となった「伝説のメイド服」を探していた。ある日、アンリミテッドの向こう側に「ロリポップ」というメイド喫茶が開店し、それがメイド喫茶に対する冒涜だと感じたみさきはロリポップに乗り込み、ロリポップを経営している矢柱みのりという少女と出会う。彼女こそが「みのりちゃん」を作った監督の娘であり、みのりちゃんを継ぐ者として伝説のメイド服を所有している者だった。みのりが素人ながらにして凄まじい才能を秘めてる事に興味を抱いたみさきだが、その後、「アンリミテッド」の新看板メイドである「作られた天才」元山クヌギにメイドコンペで敗北し、オーナーと店長によって解雇されてしまう。そしてみさきはロリポップへ赴き、「一度負けたら店を離れる」という条件をつけて、みのりの成長を見守る事にするのだった。
みのりがウェイトレスとして実力を上げていく中、「みのりちゃん」の元声優にして、総理大臣である蓮華寺ほだかは、みのり達が知らない所で「文化」を守るべく動き回る。ほだかに敵対する謎の勢力。「オタク」を排除しようとする存在。そして「幻の13話」。数々の陰謀が蠢く中、今日もメイドコンペが開始される。

## 登場人物
主要登場人物のほとんどの髪型がツインテールである。また、ほとんどの主要登場人物の名前は新京成電鉄新京成線（現・京成松戸線）の駅名から取られている。

### ロリポップ
鎌ヶ谷みさき（かまがや みさき）
（北総線・京成成田空港線・新京成電鉄新京成線〈現・京成松戸線〉・東武野田線 新鎌ヶ谷駅｜新京成線 三咲駅）
当初はメイド喫茶「アンリミテッド」の看板ウェイトレスだったが、クヌギに敗北した後、「アンリミテッド」を解雇されてしまう。その後、「ロリポップ」に仮移籍し、みのりの育成に力を注ぐ。
キメ技は「みさきターン」。状況を利用する力に優れ、またメイド喫茶への情熱はかなりのもの。アニメ「メイドウェイトレス★みのりちゃん」の大ファンでもある。その容姿は金髪ツインテールでツンデレ、そして貧乳と、ある意味テンプレート的。
物凄い勢いで自分を追い抜いて成長していくみのりの才能にショックを受け一時期引きこもっていたが、持ち前のダメ絶対音感により「みのりちゃん」のDVD-BOXに収録されていた幻の13話をみのりちゃん（ほだか）の声の違いから最近作られた偽物だと察知。それがキッカケとなり、ほだかと接触して彼女から17年前の真相を聞く事で自分を取り戻す。その後、「U・K」に敗北したロリポップから約束通りに離れて、ほだかと手を組み、彼女が新しく作るメイド喫茶にて復活を図る。
矢柱みのり（やはしら みのり）（新京成線 八柱駅・みのり台駅）
偶然テレビでメイドコンペを見て、みさきに憧れメイド喫茶「ロリポップ」を開店した女性。18歳。普通免許を持っている。金持ち。アニメ「メイドウェイトレス★みのりちゃん」の監督、矢柱大樹の娘であり、主人公と同じ名前を持つ。同作に登場するメイド服の原型となった「伝説のメイド服」を母より譲り受け所持していたが、メイド喫茶U・Kとのメイドコンペに破れ奪われる。
向こう見ずな性格で属性的は「ダメっ娘」に分類されていたが、その天才的な観察力や知識量によりトップクラスのメイドウェイトレスへと成長する。現在は、メイド喫茶トーナメントの出場を目指して「ロリポップ」を「四ツ星」のメイド喫茶にすべく奮闘中。
木戸モジュガン（きど モジュガン）（新京成線 高根木戸駅）
みのりと同居している褐色肌の女性。イラン人の父親と日本人のハーフ。意外とグラマー。料理が得意で、「ロリポップ」ではキッチン担当。料理の腕はそれを目当てに来る常連が付くほどの物だが、「辛くない物が作れない」という妙な欠点がある。

### アンリミテッド
蓮華寺ほだか（れんげじ ほだか）
元声優で総理大臣、そして「アンリミテッド」のオーナーでもある。30代後半。通称『ほっちゃん総理』。
30代後半なのに子どものような体格で身長はかなり低く（148cm）、小学生の娘であるクヌギよりも小さい。アニメ「メイドウェイトレス★みのりちゃん」では主役のみのりちゃん役を演じた。
5年前、当時の与党から離反した勢力に党首として祭り上げられたアイドル候補だったはずが、その国民的な人気により選挙に勝ち、新たな与党の党首、すなわち総理大臣となる。以来5年間、高い内閣支持率を維持している。自衛隊とも緊密な関係を保持しているようで、専用の戦闘機（F-2）も保有している。
17年前、コミケに取材に訪れた大曲に対し暴行（実際にはバランスを崩してぶつかっただけであり、純然たる事故である）を働いてしまい、晴海暴動と、その後7年に渡るアニメ、マンガファンにとっての暗黒時代を作るきっかけを作ってしまった人物。
その事実への悔いもあってか、学校を退学した後は声優への道を歩み、アニメ・マンガ文化の復権の為に働いてきたが、ある事（メイドウェイトレスみのりちゃんの項を参照）をきっかけに手段を選ばないようになっていき、夫をはじめとするかつての仲間とも距離を置かれるようになってしまう。
東の謀略によりクヌギとアンリミテッドを失ってしまうが、「幻の13話」の真相を知ったみさきの言葉により過去を振り切り、みさきと手を組んで新たなメイド喫茶を立ち上げようとしている。
ヘビースモーカーで、喫煙により声が昔と微妙に変わっている。みさきにそれを指摘され現在禁煙中。
学生時代は鎧伝サムライトルーパーのファンだったらしい。
元山クヌギ（もとやま クヌギ）（新京成線 元山駅・くぬぎ山駅）
ほだかが元山タケシとの間に儲けた娘。かつて噂されたほっちゃん総理の隠し子その人である。秘技「アルカイックスマイル」でみさきを圧倒し、天才と評される。しかし小学生で世間に疎い所もある。好物はスパゲティ・ナポリタン。
五香 東（ごこう あずま）（新京成線 五香駅）
メイド喫茶「アンリミテッド」の店長。
高校時代は蓮華寺ほだかの後輩で生徒会会計だった。ほだかを「蓮華寺先輩」と呼び慕っていたが、ほだかを初めとする生徒会の面々が学校を退学した際、自分だけが置いていかれた、と感じていたようである（現在のほだかに対する態度もそれに起因するように見える）。何者かに命じられ、アンリミテッドの経営実権をほだかから奪う。
鎌ヶ谷大洋（かまがや たいよう）
みさきの弟。姉がクビにされた原因であるクラスメイトのクヌギを敵視していたが、姉と同じくツンデレであり、やがてクヌギに想いを寄せるようになる。
執事としての潜在能力は姉と同様で、クヌギを追って「アンリミテッド」にて執事として働く事になる。当初はクヌギと離されて仕事をさせられていたが、その後、東のクーデターによってアンリミテッドが新体制になったことで、クヌギと一緒に働ける時間が増える。2人の様子は常連客にも人気なようだが、大洋本人はクヌギが一生懸命になりすぎて、あまり笑わなくなっている事を心配している。

### メイド喫茶関係者
萌仮面（もえかめん）
たとえ離島だろうと朝の食卓だろうと、どんな所にでも神出鬼没に現れる公式メイドコンペのジャッジ。呼吸と「萌え」を同列に語れるほどレベルの高いオタク。しかし、その正体はほだかですら知らない。
メイドコンペ公式ブログ「萌仮面の部屋」を運営しており、各単行本のカバー裏にスクリーンショットが掲載されている。
萌仮面レディ（もえかめん レディ）
仮面をつけた謎のメイドウェイトレス。当然、メイドコンペのジャッジである「萌仮面」とは無関係。
エターナルピンクの二人組（本名不明）
巨乳の「りんご」とネコミミの「みかん」のコンビ。お色気路線やヤンデレ路線でメイドコンペに挑むが、みさきとみのりに何度も敗北する。彼女たちのデザインは作者が『月姫』関連アンソロジーで執筆していた作品に登場する「さつきの友人A、B（レギュラーである、念の為）」が原型になっている。
常盤学（ときわ まなぶ）（新京成線 常盤平駅）
みのりの叔父。離島で海の家をしていたが最近アンミリが出店した海の家（後に撤退）のせいで経営が傾いている。妻には逃げられたらしくそれぞれの娘の前で堂々とみさきの母を口説いていた。
常盤陽（ときわ あかり）（新京成線 常盤平駅）
学の娘。11歳。人見知りが激しい。島で噂になっていた原住メイドの正体。
篠宮梓（しのみや あずさ）
ゲーム喫茶「Rafale」の店長。桜子共々生粋のゲーマーであり、メイドコンペに勝つ為ならルールの範囲内でなんでもする策士。
水原桜子（みずはら さくらこ）
ゲーム喫茶「Rafale」のメイド。一見（この世界のメイドカフェでは既に時代遅れとなっている）ドジっ娘のように見え、実際メイドウェイトレスとしての能力は並以下。だが、その実態はうるさ方のゲーマーさえ唸らせるゲームの達人で、コアなゲーマーが集うゲーム喫茶であるRafale店内に限定すれば一流のメイドに匹敵する能力を持つ。
ジョン、ポール、ジェームス、ジョージ
メイド喫茶「U・K」のマスター。日本のオタク文化に詳しい。ほだか総理の失脚を企んでいる。どの名前もあからさまに偽名で本名は不明。策略家だが、オタクを排除しようとする大曲の事を、内心では「下衆」と心底軽蔑している辺り、オタク文化に対する愛情は本物であると思われる。
ナンシー、ジェシー、ミス・マニーペニー、ウェンディ
メイド喫茶「U・K」のメイド。みさきターン（イギリスではメイドコンペのトーゴーターンと呼ばれている）と究極の笑顔（アルティメット スマイル）、神秘的な微笑（アルカイックスマイル）を使える。どの名前もあからさまに偽名で本名は不明。
宗像たきり（むなかた たきり）
巫女茶屋「千草」の巫女で宗像三姉妹の長女。神秘キャラという設定だが実際はかなりの天然。巫女服が着たい為にこの仕事をしている（家業の神社を継いでも着られるが禊などが嫌なので継がない）。たまに変なことを思いつく。
宗像さより（むなかた さより）
巫女茶屋「千草」の巫女で宗像三姉妹の次女。気弱な性格だがツリ目というだけでボーイッシュキャラを演じさせられている。
宗像たきつ（むなかた たきつ）
巫女茶屋「千草」の巫女で宗像三姉妹の三女。妹キャラを演じているが本来は男らしい性格。
名前を「たつき」と間違えられることが多い（本誌掲載時に数回誤植されており、18話の扉で訂正された）。
宗像（むなかた）
三姉妹の父親。下の名前は不明。彼だけは本物の神主だったが神職としての階位を剥奪されて神主でなくなってしまった。

### その他
矢柱大樹（やはしら ひろき）
アニメ監督で、みのりの父。自らの喫茶店をモチーフにしてTVアニメーション『メイドウェイトレス★みのりちゃん』を作り上げた。現在は外国に居るらしい。
矢柱つぼみ（やはしら つぼみ）
かつて「ロリポップ」でウェイトレスをしていた女性で、「伝説のメイド服」を最初に着た人物。みのりの母親。
その実力は未知数だが、みのりの発言からすると彼女の究極の笑顔（アルティメットスマイル）は凄まじいらしく、また娘と共に4日間踊り続けても平気な超人のようだ。
元山タケシ（もとやま タケシ）
クヌギの実父で、ほだかの元夫。『メイドウェイトレス★みのりちゃん』の脚本もやっていた。
高校生時代、ほだかと東の同級生で、ほだかとは悪友だったが通じ合う部分もあった。ほだかが高校から退学処分にされた際、自らも退学届けを出して彼女に付き合う。その後、ほだかと結婚してクヌギを授かり、セリフと擬音を多用した作風の小説を書いて収入を得ていた。その後、アニメ制作会社のプロデューサーとなった東の協力もあって『メイドウェイトレス★みのりちゃん』を7年ぶりのTVアニメとして放映する。だが妻のほだかがアニメを虐げた者に対する私怨から「みのりちゃん」を利用して様々な行動に出た事がキッカケか、「みのりちゃん」の終了と共にほだかの下を去る。
六実タイ子（むつみ タイこ）（東武野田線 六実駅）
ほだかの影武者。元々は売れない声優だったが、「みのりちゃんの声真似」が得意だった事もあって、ほだかの元で新議員となる。大きなぬいぐるみを被る事が多い。
前原アルビス（まえばら アルビス）（新京成線 前原駅｜アルビス前原）
関西弁の眼鏡っ子。病気により、現在視力を完全に失っているが、色調がモノトーンであり、視力を失っても触感のみでデザインが可能であるメイド服作りに情熱を注いでいる。
堀切菖蒲（ほりきり しょうぶ）（京成本線 堀切菖蒲園駅）
過去の因縁からアルビスをライバル視している少女。しかしアルビスの情熱を誰よりも認めている。お嬢様言葉で喋り、個性的過ぎるメイド服を作る。
幹事長
5年前、ほだかを擁して政党を立ち上げたが、現在はほだかに逆らえない。大曲ほどではないが「オタク」を嫌悪している。しかし、ほだかに変装したタイ子（と見せかけていたほだか）に「お前、ニセモノだろ！」と指摘した所為で自分が暴行未遂の容疑にかけられて失脚するなど間が抜けすぎている。
大曲（おおまがり）
フリーライター。「オタク」を嫌悪しており、ほだかを失脚させる事に躍起となり、UKの面々と手を組む。狡猾で幹事長よりは頭が切れる。117号事件の際、犯人を「オタク族」と喧伝し、17年前の「晴海暴動事件」が起こるきっかけとなった人物でもある。

### メイドウェイトレス★みのりちゃん
作品に登場する架空のアニメ。
みのりちゃん
『メイドウェイトレス★みのりちゃん』の主人公。『究極の笑顔（アルティメットスマイル）』と呼ばれる究極の奥義で、人々に幸せを運ぶという設定らしい。
母親はメイドの世界の女王で、母親から伝説のメイド服を与えられてメイドウェイトレスとなった。
北習椎野（きたなら しいの）、シィノ（新京成線・東葉高速線 北習志野駅）
みのりちゃんのライバルキャラ。名前とバストサイズにコンプレックスを持っている貧乳お姉さん。14話（第13回放送）にて「神秘の微笑（アルカイックスマイル）」でみのりちゃんを破った。
劇中の描写を見ると、元々はみのりちゃんから『椎野お姉ちゃん』と呼ばれて親しまれていたようだが、クロガネに連れ去られて『シィノ』となり、みのりちゃんの敵となったようだ。
DVD-BOXに収録された新作映像の13話ではクロガネに操られる描写があったが、幻の13話ではグレートウツダーの作戦によってみのりちゃんが幼児誘拐犯に仕立て上げられた際、みのりちゃんを責める人々から庇っていた。そして何も出来ないみのりちゃんへの失望から強力なウツパワーを放出して、自らシィノへと変貌した。
ぎん
みのりちゃんの使い魔的存在。外見は白猫。
クロガネ
みのりちゃんの敵で、シィノの使い魔的存在。外見は黒猫。
ウツダー
人々から幸せを奪う悪役的存在。
グレートウツダー
敵の大ボス的存在。幻の13話では、みのりちゃんを幼児誘拐犯に仕立て上げる。

## 主な用語
メイドコンペ
メイド喫茶同士によるバトルのこと。お客からMP（萌えポイント）を多く稼いだ方が勝ちとなり、勝った方は相手のメイド服を奪う事が出来る。なお、コンペ最低ノルマ数をクリアしていない店は格下のコンペ申し込みを拒否出来ない。
この戦績により「星」を与えられる。「四ツ星」以上の店は「メイド喫茶トーナメント」に出場することができる。だが四ツ星は全8店の定員数であり、三ツ星から四ツ星に上がるには四ツ星の店を直接倒すしかない。
よくメイドバトルと間違えられる。
メイドウェイトレス★みのりちゃん
作中に登場する架空のアニメーション作品。
作中時間で放映10周年。17年前の117号事件以来放映中止となっていたTVアニメを7年ぶりに復活させた作品として伝説になっている。
スタッフリスト（※架空のもの）
- 監督 - 矢柱大樹（やはしら ひろき）
- 主な作画監督 - 鎌ヶ谷みさきの父（本名不明）
- 脚本 - 元山タケシ
- キャスト：みのり役 - 蓮華寺ほだか

矢柱大樹を初めとするアニメ関係者がTVアニメの復活をかけて製作した作品だったが、マスコミ及び各種団体からの強力なバッシングを受けいつ放映を中止されてもおかしくない、という状況下で製作されていた。
しかし、海外で高い評価を受けた事により国内での評価は逆転、マスコミからの扱いも「犯罪者を養成する俗悪番組」から「世界に誇れる芸術作品」へと一変する。
この一連の経緯を間近で見ていたほだかは「アニメで人の心は変えられない」という信念を持つに至る。
幻の未放映13話
放送が中止された謎の話。『メイドウェイトレス★みのりちゃん』のDVD-BOXで収録されるが、それは監督と脚本を除いた当時のスタッフを集めた新作映像だった。元々の13話は矢柱つぼみと脚本の元山タケシが勝手に作った物だが、ほだかはそれを自分の行動に対する牽制と認識してアフレコを拒否した。
未放映の13話は、敵の大ボス「グレートウツダー」が、みのりちゃんを幼児誘拐犯に仕立て上げて世間から孤立させるという作戦を取った。その展開は現実の事件を髣髴させ、蓮華寺ほだかの過去とリンクしていた。
なお、その内容はみさき曰く「当時の事情を知らなきゃ面白くもなんともない」物だったそうである。
伝説のメイド服
「メイドウェイトレス★みのりちゃん」の主人公、みのりのコスチュームのモデルになったと言われている幻のメイド服。
矢柱つぼみが旧「ロリポップ」時代に作成した手製のメイド服。素材はほだかの学校の廃棄予定だった暗幕の廃物利用であり、非常に重く動き辛い。縫製も甘く、アルビス曰く「いつ分解してもおかしくない代物」であった。
同じデザインの物が2着存在し、つぼみが使用していた物は後にみのりが受け継ぐ事になるが、もう一着存在する筈のほだかのメイド服については作中では語られていない。
警視庁広域重要指定117号事件
17年前に起こったある事件。この事件がきっかけとなって起こった一連の出来事により、高齢者層の間にはアニメ、漫画などいわゆる『オタク文化』に対する嫌悪感が（我々の世界のそれと比べると、異常といっても良いほどに）根強く残っている（作中において、『オタク』がはっきりと蔑称として扱われている事からもそれが見て取れる）。
17年前に起こった東京・埼玉連続幼女誘拐殺人事件（正確には「警視庁」ではなく、「警察庁広域重要指定117号事件」）のこと。連続殺人事件に関してのマスコミの報道については該当項目を参照の事。この世界においては、その後、晴海コミケ会場で起こった「晴海暴動事件」（詳細は蓮華寺ほだかの項目を参照）、そしてそれらに対するマスコミのバッシングにより一時期アニメに代表される『オタク文化』が根絶される寸前にまで追い詰められていた。
労基法
規制が緩和され、制限はつくものの小学生の就労も認められるようになった。
晴海
現実世界ではオタクの聖地だが、この世界では17年前に起こったある『事故』（という事にされているようだ）により、現在に至るまで封鎖されていた。
現在は再開発が行われ、東京国際見本市会場跡地には晴海メイドスタジアム（仮）が建設中である。現実世界での東京国際見本市会場跡地は現在東京オリンピックメインスタジアムの建設予定地になっており、作中同様の看板が立てられている。
テクノスーパーライナー
現実世界では原油高の影響で実用船の就航計画が頓挫したが、この世界では無事就航している。
みのりちゃんF-2
蓮華寺総理専用機。複座のF-2Bで、尾翼に「メイドウェイトレス★みのりちゃん」のヒロイン・みのりちゃんのマークが描かれている。機体記号は63-1101。

### メイド喫茶
アンリミテッド
「五ツ星」のメイド喫茶。通称「アンリミ」。「メイドウェイトレス★みのりちゃん」の製作会社が企画した「みのりちゃんカフェ」が前身で、日本初の常設メイド喫茶。メイド喫茶ブームの先駆けとなった。
当初はほだかが経営していたが、策略によって実質的な経営権が東の元に移る。なお、系列店の一つに執事喫茶がある。
ロリポップ
矢柱みのりが自ら経営するメイド喫茶。「アンリミテッド」の真正面に店を構えているが、客の入りは意外と悪くないらしい。メイドコンペなどを理由によく臨時休業している。
元々は矢柱大樹が副業として経営していた喫茶店で、現在の店舗へは17年前に移転。5年前に休業したが、現在はみのりによって復活した。
エターナルピンク
みさきやみのりに挑戦したり挑戦されたりするメイド喫茶。所謂かませ犬。
Rafale（ラファール）
ゲーム喫茶。一応メイド喫茶としての資格があるが実態は1970年代のインベーダー喫茶。店に設置されたゲーム筐体は、見た目はかなり古いテーブル筐体だが中身は最新。
巫女茶屋 千草
元「四ツ星」のメイド喫茶。本来は神社なのだが今では巫女茶屋の方がメインになっている。なぜかドラがあったりと少しおかしな所がある。店の必殺技は「和三盆」。U・Kとロリポップに負けて「二ツ星」に降格となった。店の巫女服デザインは小梅けいと。
U・K
本場イギリスのメイド喫茶。ロリポップの刺客メイドを次々と倒していく。本来の目的は不明。
Animation-Bar キャベツ道
昔からあるスポーツバーのアニメ版のような店。蓮華寺総理の政策により壊滅状態になった料亭の代わりに密談に使われることがある。作中では『コードギアス 反逆のルルーシュ』、『天元突破グレンラガン』などを放送していた。

## 既刊一覧
1. ISBN 475806007X
2. ISBN 4758060363
3. ISBN 9784758060592
4. ISBN 9784758060745
5. ISBN 9784758060998
6. ISBN 9784758061223
7. ISBN 9784758061537